# Zöld szója
A Zöld szója (angolul: Soylent Green) 1973-ban bemutatott amerikai sci-fi, thriller Richard Fleischer rendezésében, Charlton Heston, Edward G. Robinson és Leigh Taylor-Young főszereplésével. A film Harry Harrison Helyet! Helyet! című könyvén alapul. A film – a krimi és a sci-fi keveréke – egy gazdag üzletember meggyilkolásával kezdődik. A nyomozás során disztopikus jövő képe bontakozik ki: az üvegházhatás miatt az óceánok kiszáradtak, és egész évben szárazság van. A túlnépesedés és a csökkenő készletek következtében az emberek szegénységtől és szennyezéstől szenvednek. Az egyetlen menedék az eutanázia.

## Cselekmény
2022-t írunk. A Földön szegénység, túlnépesedés és szennyezés uralkodik. Ezek, illetve egy bizonyos környezeti katasztrófa miatt az étel, a víz és a lakás luxusnak számít. New York Cityben 48 millió ember él, miközben csak a város elitje engedheti meg magának a lakást, a vizet és az ételt, azokat is rendkívül magas áron. 
A városban lakik egy nyomozó, Frank Thorn és a barátja, Sol Roth. Roth emlékszik rá, hogy a világon voltak állatok és igazi étel, és egy kisebb könyvtárnyi anyaga van, ami segítheti Thornt. Thornnak meg kell fejtenie William R. Simonson üzletember halálát, és hamar rájön, hogy a gyilkosság mögött a Soylent Industries nevű cég áll.
A Soylent Industries – melynek neve a „soy” (szója) és „lentil” (lencse) szavak keresztezése – irányítja a fél világ ételellátását, és mesterségesen előállított ostyákat árul különböző neveken: „Soylent Red” (vörös szója), „Soylent Yellow”  (sárga szója) és a legújabb, legtáplálóbb termékük: „Soylent Green” (zöld szója), amely a reklám alapján planktonból készül, és készlete fogyóban van. Ennek hírére lázadás tör ki.
Thorn a nyomozását Simonson "bútoránál" Shirl-nél, és a testőrnél kezdi. Miután 'használta' a lányt, ő elárulja, hogy furamód nemrég egy templomban voltak, ahol Simonson sokat beszélt a pappal, Thorn is megpróbál beszélni vele, aki annyira ki van készülve, hogy nem tud elmondani neki semmit, másnap a papot meggyilkolják. Thorn folytatná a nyomozást, de felső nyomásra megpróbálják közönséges rablótámadásként lezárni az aktát. Közben Roth a Thorn által bizonyítékként magához vett, és hazavitt könyvekkel elmegy a csak "Börze"-ként emlegetett (Supreme Exchange) amolyan vének tanácsához, akik megerősítik hogy plankton már rég nincs, a Zöld szója másfajta proteinből készül. Roth-ot annyira undorítja a világ, és a megtudott információ, hogy „megpróbál visszatérni Isten házába” öngyilkosság által, egy e célt szolgáló kormányzati klinikán. Thorn rohan, hogy megmentse az életét, de túl késő - Roth elhunyt, de utolsó szavaival még elmondja Thorn-nak, mit tudott meg, és hogy járjon utána. Thorn ezután követve Roth, és mások holttestét, eljut a Soylent Industries "megsemmisítő" telepére, ahol felfedi az igazságot a zöld szójáról: az étel halott emberekből készül. Észreveszik, el kell menekülnie, de később újra megtámadják Thornt, mi során ő megöli őket, de megsebesül. Miközben Thornt elviszik a mentők, megmondja a rendőrfőnöknek, hogy terjessze az igazságot, és tegyenek intézkedéseket a céggel szemben. Miközben Thornt elviszik az összegyűlt tömeg előtt, ő azt ordítja: „Soylent Green is people!” (A zöld szója emberekből van!)

## Szereplők
- Charlton Heston – Robert Thorn
- Leigh Taylor-Young – Shirl
- Chuck Connors – Tab Fielding
- Brock Peters – Hatcher hadnagy
- Paula Kelly – Martha Fielding
- Edward G. Robinson – Solomon Roth
- Stephen Young – Gilbert
- Joseph Cotten – William R. Simonson
- Mike Henry – Kulozik
- Lincoln Kilpatrick – pap
- Roy Jenson – Donovan
- Leonard Stone – Charles
- Whit Bissell –  Henry C. Santini kormányzó
- Celia Lovsky – Börze vezetője
- Dick Van Patten – teremszolga

## Fogadtatás
A film bemutatása idején a vélemények megoszlottak róla. A Time szerint a film „érdekes”, a New York Times pedig pozitív kritikákkal illette. Az IMDb-n 7,3 ponton áll, a Port.hu honlapján pedig 8,4 pontot ért el. Roger Ebert 3 ponttal jutalmazta a 4-ből, kritikája szerint „jó, remek sci-fi volt, és egy kicsit több.” Gene Siskel másfél csillagot adott a filmnek a négyből, kritikája szerint „butácska detektívtörténet, tele gyerekes hollywoodi képekkel.”